# TBSビジョン
株式会社TBSビジョン (TBS VISION) は、かつて存在した日本のテレビ制作プロダクション。
東京放送ホールディングスが100%出資する連結子会社で、おもにTBSテレビとその系列放送局のテレビ番組を中心に制作する企業である。

## 概要
1955年3月16日にTBSHDの前身「ラジオ東京」のテレビ放送（KRテレビ）開局に合せて東京テレビ映画株式会社として設立する。
会社名は1967年にTBS映画社、1989年1月に株式会社ティ・ビー・エス・ビジョン、創立50周年の2005年3月16日にTBSビジョンとする。2002年に技術本部を「株式会社プロカム」として分社する。
2019年1月1日に、株式会社ドリマックス・テレビジョンなど10社とともに株式会社TBSスパークルへ吸収合併されて解散する。番組制作業務はTBSスパークルエンタテイメント本部、TBSスパークルニュース情報本部、TBSスパークルコミュニケーションビジネス本部がそれぞれ継承し、映像ライブラリー業務やマネジメント業務はTBSスパークルマネジメント本部が継承した。オウム真理教事件のTBSビデオ問題で『3時にあいましょう』を制作協力した当事者である。

## おもな制作番組
制作番組のエンドロールで「TBS-V」のクレジットを用いたが、2013年4月1日にロゴタイプを変更し、以後初放送を迎える番組は「TBS VISION」と表記した。TBS以外の番組を制作する場合は、2003年3月にセカンドネームとして制定された「映像未来」の名称か「TBS」を省いた「VISION」を用いる事例が見られる。

### TBS系列
- THE世界遺産
- JNN報道特別番組
- Nスタ
- みのもんたの朝ズバッ!
- みのもんたのサタデーずばッと
- ブロードキャスター
- 料理天国
- 悪友親友
- 3時にあいましょう
- スーパーワイド
- そこが知りたい
- 地球!ジオグラTV
- チャンネル★ロック!
- 2時っチャオ!
- ピンポン!
- アッコにおまかせ!
- 全員正解!あたりまえクイズ
- クイズ!日本語王
- 情熱大陸（MBS制作）
- 時事放談
- 夢の扉 〜NEXT DOOR〜
- 夢の扉+
- サワコの朝（MBS・TBS共同制作）
- 原宿ネストカフェ
- 吉田類の酒場放浪記（BS-TBS制作）
- にっぽん歴史街道（BS-TBS制作）
- おんな酒場放浪記（BS-TBS制作）
- 美しい日本に出会う旅（BS-TBS制作）
- THE世界遺産 3D GRAND TOUR（BS-TBS制作）
- あさチャン!
- あさチャン!サタデー
- 新・情報7DAYS ニュースキャスター
- ジョブチューン アノ職業のヒミツぶっちゃけます!
- 東大王
- 炎の体育会TV

### その他
- TVSライオンズアワー（テレビ埼玉。※制作協力。当番組ではTBSテレビスポーツアナウンサー、及び当社にいた四家秀治アナも実況で出演した。）
- 千葉テレビ放送オープニング・クロージング（千葉テレビ。※開局 - 2003年3月）
- 恋のカイトウ!?トモコレ2世（TOKYO MX。2010年5月 -8月）
- ザ・プライムショー（WOWOW。※制作協力。2011年10月 -）
- モーニングCROSS（TOKYO MX。2014年4月 -）
- 日経スペシャル カンブリア宮殿（テレビ東京制作、不定期で制作。TBSの文字なし）

## 関連人物
- 大沼啓延（ディレクター、テレビキャスター。1974年 - 1990年に在籍）
- 濱口浩三（1983年 - 1986年に社長を務めた）
- 四家秀治（フリーアナウンサー。1987年 - 1989年に在籍）
- 平本和生（2003年6月 - 2008年に社長を務めた）